# Prorocopis acroleuca
Prorocopis acroleuca là một loài bướm đêm trong họ Noctuidae.